# دودو ۶۳۳۶
سیارک ۶۳۳۶ (به انگلیسی: 6336 Dodo، نامگذاری:1992UU) شش هزار و سیصد و سی و ششمین سیارک کشف شده‌است که در ۲۱ اکتبر ۱۹۹۲ کشف شد.
قدر مطلق سیارک برابر ۱۳٫۵۰ است.